# Jean-Pierre Droz
Jean-Pierre Droz (ur. 1740, zm. 1823) – medalier, który skonstruował dla paryskiej mennicy prasę automatyczną do wyciskania medali i monet.